# Robert Elmer Horton
Robert Elmer Horton (* 18. Mai 1875 in Parma (Michigan); † 22. April 1945 in Voorheesville, New York) war ein US-amerikanischer Geologe, Hydrologe und Bodenkundler. Er gilt als Vater der modernen Hydrologie.

## Leben
Horton wurde 1875 in Parma im Bundesstaat Michigan geboren und graduierte 1897 am Albion College zum Bachelor of Sciences. Nach seinem Abschluss arbeitete er für seinen Onkel George Rafter, einem bekannten Bauingenieur, der am Bau des Eriekanals beteiligt war. Für ihn führte Horton Strömungsmessungen an Wehren durch. Im Jahr 1900 wurde Horton zum Distriktingenieur des US Geological Survey für New York ernannt. Er führte seine Forschungen weiter und veröffentlichte später die Ergebnisse in einer Arbeit, die zum Standardwerk auf diesem Gebiet wurde. Horton starb am 22. April 1945 in Voorheesville im Bundesstaat New York.

## Werk
Er studierte den Wasserhaushalt der New Yorker Flüsse und stellte eine Beziehung zwischen den Niederschlägen und der Infiltrationskapazität der Böden auf. Von ihm geprägt wurde der Begriff des größten möglichen Niederschlags (maximum possible rainfall), der bei der Bestimmung des Bemessungsniederschlags Verwendung findet. Außerdem untersuchte er die Organisation von Flussnetzen und stellte ein Ordnungssystem für sie auf, das als Hortonsches Ordnungssystem bekannt wurde.

## Ehrungen
Horton ist der Namensgeber für die Robert-E.-Horton-Medaille, die von der American Geophysical Union vergeben wird, um außerordentliche Beiträge auf dem Gebiet der hydrologischen Geophysik zu honorieren. Die American Meteorological Society veranstaltet ihm zu Ehren die Horton Lectureships, eine Reihe von Vorträgen, die 1974 mit Luna Leopold begonnen wurde.